# Aulacodes nigriventris
Aulacodes nigriventris är en stekelart som beskrevs av Cresson 1865. Aulacodes nigriventris ingår i släktet Aulacodes och familjen bracksteklar. Inga underarter finns listade.